# Helmut Rauca
Helmut Albert Rauca (* 3. November 1908 in Trieb im Vogtland, Königreich Sachsen; † 29. Oktober 1983 in Kassel) war ein Täter des Holocaust. Als Mitglied des Einsatzkommandos 3 in Kaunas war er an der Ermordung von mehr als zehntausend Juden aus dem Ghetto von Kaunas und anderen Regionen Litauens maßgeblich beteiligt.

## Biographie

### Werdegang
Rauca besuchte die Schule in Plauen, war nach einer Ausbildung als kaufmännischer Angestellter von 1926 bis 1928 in diesem Beruf tätig und trat 1928 in den Dienst der sächsischen Staatspolizei. Zum 1. Dezember 1931 trat er der NSDAP bei (Mitgliedsnummer 767.559). Nach seiner Aussage in seinem kanadischen Auslieferungsprozess wurde er 1935 in eine kriminalpolizeiliche Abteilung und 1938 oder 1939 zur Sicherheitspolizei (SiPo) versetzt. In einem Lebenslauf vom 1. September 1938 gab er demgegenüber an, dass er am 1. Mai 1935 zur politischen Abteilung der Plauener Ortspolizei versetzt und diese Ende 1936 der Gestapo eingegliedert wurde. Am 1. Dezember 1936 trat er dem Sicherheitsdienst des Reichsführers SS bei. Am 30. September 1937 wurde er zum SS-Rottenführer und am 11. November 1938 zum SS-Unterscharführer befördert, während der Zeit seines Einsatzes in Litauen befand er sich im Rang eines SS-Hauptscharführers.

### Einsatz in Litauen
Bei Kriegsausbruch wurde Rauca zunächst in Prag und Westpreußen eingesetzt, im Sommer 1941 kam er als Mitglied des von SS-Standartenführer Karl Jäger befehligten Einsatzkommandos 3 nach Kaunas, wo das EK 3 seit dem 2. Juli eine neue sicherheitspolizeiliche Dienststelle aufbaute und von dort aus die Vernichtung der Juden in ganz Litauen organisierte. Rauca gehörte der von Obersturmführer Peter Eisenbarth geleiteten Hauptabteilung IV (Gestapo) an. Als Stellvertreter von Obersturmführer Joachim Hamann wirkte er bei dessen Rollkommando mit, das aus Hamann, Rauca, einigen weiteren deutschen und 58 litauischen Mitgliedern bestand und von Ende Juni bis Anfang Oktober mit Unterstützung weiterer litauischer Kräfte praktisch die gesamte jüdische Bevölkerung der litauischen Landgemeinden ermordete. Hierzu wurden von Hamann jeweils die örtlichen Polizeikräfte beauftragt, die Opfer zu konzentrieren, den Tatort auszuwählen und vorzubereiten und die nötigen Hilfskräfte zusammenzuziehen. Erst dann rückte eine Abteilung des Rollkommandos an und führte die Exekution durch.
Als Gestapo-Beauftragter für jüdische Angelegenheiten war Rauca außerdem für Selektionen und für die dann meist im IX. Fort von Kaunas durchgeführten Erschießungen von Juden aus dem Ghetto von Kaunas verantwortlich. Der deutsche Haftbefehl vom 16. Juli 1982, der zur Grundlage für die Auslieferung Raucas aus Kanada wurde, beschuldigte Rauca der Ermordung von 11.584 Personen in der Zeit zwischen dem 18. August 1941 und dem 25. Dezember 1943 und erhob konkret die folgenden Tatvorwürfe:
- 18. August 1941: Selektion und Exekution von 534 Personen aus dem Ghetto von Kaunas, die in Fort IV verbracht und dort am Rand vorbereiteter Massengräber erschossen wurden.
- Anfang September 1941: Ermordung einer unbekannten Person, weil das Opfer verdächtigt wurde, eine silberne Gabel verbergen zu wollen. Rauca soll das Opfer zunächst mit einem Knüppel niedergeprügelt und dann durch einen Schuss in den Hinterkopf getötet haben.
- Ungefähr 26. September 1941: Selektion und Exekution von 1.854 Personen, die er auf den Straßen des Ghettos von Kaunas verhaften und im IX. Fort erschießen ließ.
- 28. und 29. Oktober 1941 (sogenannte Große Aktion,[6] im Jäger-Bericht als „Säuberung des Ghettos von überflüssigen Juden“ bezeichnet[8]): Selektion und Exekution von 9.200 Personen aus dem Ghetto von Kaunas. Sämtliche Einwohner des Ghettos, mehr als 30.000, mussten sich am 28. Oktober um 6 Uhr morgens auf dem Demokratų-Platz versammeln. Gegen 9 Uhr wurde der Platz von SS und litauischen Hilfskräften umstellt. Rauca persönlich nahm die Selektion der zu Erschießenden vor, die bis in die Abendstunden dauerte. Die Selektierten wurden anschließend im sogenannten Kleinen Ghetto untergebracht und im Morgengrauen des folgenden Tages in Fort IX erschossen. Bei den 9.200 Opfern handelte es sich nach den Angaben des Kommandanten Jäger um „2007 Juden, 2920 Jüdinnen, 4273 Judenkinder“.[8]
- Zwischen 18. November und 25. Dezember 1943: Gemeinsam mit anderen SS-Personen Ermordung von Dr. Nathan (Nachman) Shapiro – dem Sohn des Oberrabbiners Abraham Dov Shapiro – und seiner Ehefrau, seinem zwölfjährigen Sohn und seiner Mutter, von denen Rauca mindestens eines der Opfer durch einen Schuss in den Hinterkopf eigenhändig getötet haben soll.

### Nachkriegszeit
Nach dem Ende des Krieges soll Rauca zunächst in seine sächsische Heimat zurückgekehrt, sich dort der amerikanischen Besatzung gestellt und von 1945 bis 1948 in amerikanischem Gewahrsam befunden haben. Nach anderer Darstellung wurde er zunächst an die Westfront versetzt, dort von Amerikanern gefangen genommen und im ehemaligen Stalag IX A bei Ziegenhain, einem Speziallager für ehemalige SS- und Gestapo-Offiziere, interniert, am 11. November 1945 aber in ein amerikanisches Militärhospital in Karlsruhe überführt, dort als Krankenpfleger beschäftigt und schon nach acht Monaten in die Freiheit entlassen. Er soll anschließend in Duisburg als Kohlebergwerker beschäftigt gewesen sein und reiste 1950 schließlich mit Unterstützung des Canadian Christian Council for Resettlement of Refugees (CCCRR) über Bremerhaven nach Kanada aus, wo er am 30. Dezember 1950 mit der Beaverbrae in Saint John (New Brunswick) eintraf. Er war in Kanada zunächst als Arbeiter in einer Tabakplantage in Otterville (Ontario) beschäftigt, arbeitete dann 1951 für einige Monate in Toronto als Maurer und zog 1952 nach Kitchener in Ontario, wo er als Angestellter einen Restaurantbetrieb führte und für einige Jahre in der dortigen Gemeinschaft der Deutschkanadier Fuß fasste. 1956 erwarb Rauca die kanadische Staatsbürgerschaft und kehrte zurück nach Toronto, um sich dort als selbständiger Geschäftsmann, u. a. mit einer chemischen Reinigung, zu versuchen. Im April 1959 wurde er in Huntsville (Ontario), drei Autostunden nördlich von Toronto, Teilhaber eines Motels, das er als resident manager führte, bis er im September 1973 in den Ruhestand ging. Anschließend lebte er bis zu seiner Verhaftung im Juni 1982 in Metropolitan Toronto. Er erhielt eine Alterspension und unternahm Reisen ins Ausland.

### Das Auslieferungsverfahren
Es ist nicht bekannt, warum Rauca offenbar vorzeitig aus amerikanischer Haft entlassen wurde, mehrere Jahre unbehelligt in Deutschland leben und dann trotz der obligatorischen Ausreise- und Einreisekontrollen nach Kanada einreisen konnte. Der Historiker Margolian mutmaßt, dass Rauca während der amerikanischen Haft aufgrund seiner ostdeutschen Herkunft als geheimdienstliche Quelle angeworben worden sein könnte.
Sol Littman führt an, dass Rauca wahrscheinlich Unterstützung durch US-Geheimdienste erhielt, ohne die ihm die Einwanderung nach Kanada nicht möglich gewesen wäre.
Rauca reiste unter seinem eigenen Namen ein, den er 1956 bei der Beantragung der kanadischen Staatsbürgerschaft lediglich geringfügig für 6 Monate in der Schreibung zu „Rauka“ änderte. Danach lebte er wieder unter seinem Original-Namen.
Die Suche nach Rauca hatte bereits 1948 begonnen, als sein Name wiederholt bei Verhören im Nürnberger Prozess genannt wurde. Der DDR-Staatsanwalt Günther Wieland hatte großes Interesse daran, Rauca aufzuspüren. Er hatte früh Informationen darüber, dass Rauca nach Kriegsende durch die US-Army im Stammlager IX A Ziegenhain interniert worden war. Aber im beginnenden Kalten Krieg waren die Chancen gering, dass die amerikanischen Besatzungsmächte ihn ausliefern würden. 1959 entdeckte Wieland, offenbar durch Informationen von nahen Verwandten Raucas, dass er nach Toronto, Kanada emigriert war. Doch die kanadische Regierung machte auf Anfragen unmissverständlich deutlich, dass sie die Auslieferung eines beschuldigten Kriegsverbrechers an ein Land hinter dem "eisernen Vorhang" verweigern würde. So hielt Wieland es für das Beste, seine Informationen an Kollegen nach Westdeutschland weiterzugeben.
Am 21. September 1961 wurde von der Frankfurter Staatsanwaltschaft (BRD) ein Haftbefehl gegen Rauca erlassen, der sich vornehmlich auf seine Verantwortung für die „Große Aktion“ vom 28./29. Oktober 1941 bezog, aber zunächst ohne Folgen blieb. Eine Anfrage der deutschen Behörden von 1972 bei der Royal Canadian Mounted Police (RCMP) führte zu einer Untersuchung der RCMP, die ebenso wie weitere Recherchen den Verdacht erhärten, den Aufenthaltsort aber nicht in Erfahrung bringen konnten, da die kanadischen Sozialbehörden angeblich durch die abweichende Schreibung des Namens irregeführt wurden oder auch mit Hinweis auf den Schutz der Persönlichkeitsrechte die Herausgabe der Adresse verweigerten.
Erst infolge einer Initiative des Generalanwalts der kanadischen Regierung, Robert Kaplan, wurde schließlich ein kanadischer Haftbefehl gegen Rauca ausgestellt und jener am 17. Juni 1982 von der RCMP verhaftet. Am 21. Juni 1982 kam es zu einer ersten Anhörung vor dem Supreme Court of Ontario, in deren Folge Rauca Gelegenheit zu einer Eingabe beim Federal Court of Canada erhielt, die jedoch abgewiesen wurde. Am 16. Juli 1982 ersetzte die Frankfurter Staatsanwaltschaft ihren bestehenden Haftbefehl durch einen neuen, der um vier weitere Tatvorwürfe erweitert war, und auch die kanadische Justiz stellte daraufhin Rauca in dessen Haft einen entsprechend erweiterten Haftbefehl zu. Am 1. September 1982 wurde ein Antrag Raucas auf vorläufige Haftentlassung vom Obersten Gerichtshof von Ontario abgelehnt. Am 12./13. Oktober 1982 folgte eine neuerliche, diesmal zweitägige Anhörung vor dem Supreme Court of Ontario, die unter Beteiligung zahlreicher Zeugen und Sachverständiger stattfand. Beteiligt waren u. a. der Historiker Raul Hilberg und der Erste Frankfurter Staatsanwalt Walter Griebel. In der am 4. November 1982 veröffentlichten Entscheidungsbegründung stellte Richter Gregory Evans die Zulässigkeit der Haft und des Auslieferungsbescheides fest und entschied, dass Rauca bis zu seiner Auslieferung in Haft bleiben, aber durch Einhaltung der vorgeschriebenen Frist von 15 Tagen Gelegenheit erhalten sollte, einen schriftlich begründeten Antrag auf Haftprüfung nach dem Habeas Corpus Amendment Act zu stellen. Am 22. November 1982 wurde der Antrag gestellt und vom Supreme Court of Ontario ohne weitere Anhörung abgewiesen. Am 12. Februar 1983 stellte Rauca einen Berufungsantrag beim Appellationsgericht von Ontario. Raucas Verteidigung bestritt nicht, dass unabhängig von der Berechtigung der Vorwürfe ausreichende Gründe für eine Auslieferung vorlägen, berief sich aber darauf, dass Rauca als kanadischer Staatsbürger durch den Artikel 6.1 der Kanadischen Charta der Grundrechte und Grundfreiheiten gegen die zwangsweise Auslieferung geschützt sei und außerdem die vorgeworfenen Taten in einem Gebiet außerhalb der Jurisdiktion des die Auslieferung begehrenden Staates begangen worden seien. Das Appellationsgericht wies den Antrag am 12. April 1983 ab mit der Entscheidung, dass das Recht auf freie Wahl des Aufenthalts nach dem 6. Grundrechtsartikel in diesem Fall den im 1. Artikel genannten Einschränkungsmöglichkeiten („innerhalb vernünftiger gesetzlicher Grenzen, wie sie nachweisbar in einer freien und demokratischen Gesellschaft gerechtfertigt sind“) zu unterliegen habe, und stellte in Hinsicht auf die Rechtsstellung der Bundesrepublik Deutschland fest, dass diese als Rechtsnachfolgerin des Deutschen Reiches berechtigt sei, die Auslieferung wegen Taten in dessen damaligem Jurisdiktionsgebiet zu verlangen.
Nachdem er noch einen weiteren Antrag beim Obersten Gerichtshof von Kanada eingereicht hatte, entschied Rauca, diesen Antrag nicht weiter zu verfolgen. Am 20. Mai 1983 wurde er schließlich aus Kanada ausgeliefert und nach Frankfurt ausgeflogen. In Erwartung seines Prozesses verstarb er während der Untersuchungshaft am 29. Oktober 1983 an Krebs.